# Dianne Wiest
Dianne Evelyn Wiest (Kansas City, 28 de março de 1948) é uma atriz americana. Dentre os vários filmes dos quais participou, está Footloose - Ritmo Louco, como Vi Moore. Recebeu três indicações ao Oscar de Melhor Atriz Coadjuvante, por Hannah e Suas Irmãs (1986), O Tiro Que Não Saiu pela Culatra (1989) e Tiros na Broadway (1994). Venceu em 1986 e 1994.

## Vida pessoal
Wiest foi casada com seu agente de talentos Sam Cohn (1929–2009) por muitos anos.  Ela adotou duas filhas: Emily (nascida em 1987) e Lily (nascida em 1991).

## Filmografia
- 2020 - Let Them All Talk
- 2020 - I Care a Lot
- 2018 - The Mule
- 2015 - Life in Pieces (televisão)
- 2015 - Five Nights in Maine
- 2015 - Sisters
- 2014 - The Blacklist (televisão)
- 2014 - The Humbling
- 2012 - The Odd Life of Timothy Green
- 2012 - Darling Companion
- 2011 - The Big Year
- 2010 - Rabbit Hole
- 2009 - Rage
- 2008 - In Treatment (televisão)
- 2008 - Synecdoche, New York
- 2008 - Passengers
- 2007 - Dan in Real Life
- 2007 - Dedication
- 2006 - A Guide to Recognizing Your Saints
- 2005 - Robots (voz)
- 2004 - The Blackwater Lightship (telefilme)
- 2002 - Obrigada, dra. Rey (Merci Docteur Rey)
- 2001 - Not Afraid, Not Afraid
- 2001 - Uma lição de amor (I Am Sam)
- 1998 - Da magia à sedução (Practical Magic)
- 1998 - O encantador de cavalos (The Horse Whisperer)
- 1996 - O sócio (The Associate)
- 1996 - A gaiola das loucas (The Birdcage)
- 1995 - Drunks
- 1994 - O Pancada (The Scout)
- 1994 - Tiros na Broadway (Bullets Over Broadway)
- 1994 - Confusão em dose dupla (Cops and Robbersons)
- 1991 - Mentes que brilham (Little Man Tate)
- 1990 - Edward mãos-de-tesoura (Edward Scissorhands)
- 1989 - Cookie (Cookie)
- 1989 - O tiro que não saiu pela culatra (Parenthood)
- 1988 - Nova York - Uma cidade em delírio (Bright Lights, Big City)
- 1987 - Setembro (September)
- 1987 - Os garotos perdidos (The Lost Boys)
- 1987 - A era do rádio (Radio Days)
- 1986 - Hannah e suas irmãs (Hannah and Her Sisters)
- 1985 - A rosa púrpura do Cairo (The Purple Rose of Cairo)
- 1984 - Falling in Love (filme)
- 1984 - Footloose - Ritmo louco (Footloose)
- 1983 - Independence Day
- 1983 - The Face of Rage (televisão)
- 1982 - The Wall (televisão)
- 1980 - Esta é minha chance (It's My Turn)
- 1978 - Out of Our Father's House (televisão)
- 1975 - Zalmen: or, The Madness of God (televisão)